# Edwin Cardona
Edwin Andrés Cardona Bedoya (Medellín, 8 de dezembro de 1992) é um futebolista colombiano que atua como meia. Atualmente joga pelo Atlético Nacional.

## Carreira
Cardona no Atlético Nacional, clube do qual é jogador das categorias de base e com o qual conquistou dois títulos do Campeonato Colombiano, em 2011 e 2014. Já na Argentina teva boas atuações no Boca Juniors – com o qual conquistou a Superliga (2018), a Copa da Liga (2020) e a Copa da Argentina (2020). Depois na Academia não encontrou seu melhor desempenho e mal pegou minutos em 34 jogos em um ano e meio, nos quais marcou dois gols e deu uma assistência.
Em 12 de julho de 2023, foi contratado pelo America de Cali que assinou por um ano, vestirá a camisa número 88 do clube escarlate.
Em 2025, pelo Atlético Nacional, ficou marcado por desperdiçar dois pênaltis na partida de ida das oitavas de final da Libertadores contra o São Paulo, ainda sendo expulso no segundo tempo do jogo da volta. A equipe verdolaga seria eliminada em uma disputa de pênaltis.

## Seleção Colombiana

### Sub-20
Em 2011, Cardona foi convocado pela Seleção Colombiana para disputar o Campeonato Sul-Americano Sub-20, realizado no Peru.

### Principal
Em 3 de outubro de 2014, Cardona convocado para Seleção Colombiana profissional pela primeira vez.

## Estatísticas
Atualizado até 8 de agosto de 2021.

### Clubes
| Equipe                 | Temporada         | Campeonato nacional | Campeonato nacional | Campeonato nacional | Copa nacional[a] | Copa nacional[a] | Copa nacional[a] | Competições continentais[b] | Competições continentais[b] | Competições continentais[b] | Outros torneios[c] | Outros torneios[c] | Outros torneios[c] | Total | Total | Total   |
| Equipe                 | Temporada         | Jogos               | Gols                | Assist.             | Jogos            | Gols             | Assist.          | Jogos                       | Gols                        | Assist.                     | Jogos              | Gols               | Assist.            | Jogos | Gols  | Assist. |
| ---------------------- | ----------------- | ------------------- | ------------------- | ------------------- | ---------------- | ---------------- | ---------------- | --------------------------- | --------------------------- | --------------------------- | ------------------ | ------------------ | ------------------ | ----- | ----- | ------- |
| Atlético Nacional      | 2009              | 16                  | 1                   | 0                   | 5                | 1                | 0                | —                           | —                           | —                           | —                  | —                  | —                  | 21    | 2     | 0       |
| Atlético Nacional      | 2010              | 10                  | 1                   | 0                   | —                | —                | —                | —                           | —                           | —                           | —                  | —                  | —                  | 10    | 1     | 0       |
| Atlético Nacional      | 2011              | 21                  | 7                   | 3                   | 7                | 1                | 0                | —                           | —                           | —                           | —                  | —                  | —                  | 28    | 8     | 3       |
| Atlético Nacional      | Total             | 47                  | 9                   | 3                   | 12               | 2                | 0                | 0                           | 0                           | 0                           | 0                  | 0                  | 0                  | 59    | 11    | 3       |
| Santa Fe               | 2012              | 34                  | 4                   | 2                   | 9                | 5                | 0                | —                           | —                           | —                           | —                  | —                  | —                  | 43    | 9     | 2       |
| Santa Fe               | Total             | 34                  | 4                   | 2                   | 9                | 5                | 0                | 0                           | 0                           | 0                           | 0                  | 0                  | 0                  | 43    | 9     | 2       |
| Junior de Barranquilla | 2013              | 37                  | 7                   | 7                   | 5                | 0                | 0                | —                           | —                           | —                           | —                  | —                  | —                  | 42    | 7     | 7       |
| Junior de Barranquilla | Total             | 37                  | 7                   | 7                   | 5                | 0                | 0                | 0                           | 0                           | 0                           | 0                  | 0                  | 0                  | 42    | 7     | 7       |
| Atlético Nacional      | 2014              | 32                  | 10                  | 11                  | 9                | 3                | 1                | 18                          | 5                           | 2                           | —                  | —                  | —                  | 59    | 18    | 14      |
| Atlético Nacional      | Total             | 32                  | 10                  | 11                  | 9                | 3                | 1                | 18                          | 5                           | 2                           | 0                  | 0                  | 0                  | 59    | 18    | 14      |
| Monterrey              | 2014–15           | 15                  | 6                   | 3                   | 7                | 3                | 1                | —                           | —                           | —                           | —                  | —                  | —                  | 22    | 9     | 4       |
| Monterrey              | 2015–16           | 36                  | 18                  | 10                  | 5                | 1                | 0                | —                           | —                           | —                           | —                  | —                  | —                  | 41    | 19    | 10      |
| Monterrey              | 2016–17           | 29                  | 7                   | 2                   | 6                | 3                | 1                | 4                           | 3                           | 1                           | —                  | —                  | —                  | 39    | 13    | 4       |
| Monterrey              | Total             | 80                  | 31                  | 15                  | 18               | 7                | 2                | 4                           | 3                           | 1                           | 0                  | 0                  | 0                  | 102   | 41    | 18      |
| Boca Juniors           | 2017–18           | 20                  | 4                   | 2                   | 4                | 1                | 1                | 4                           | 2                           | 1                           | 1                  | 0                  | 0                  | 29    | 7     | 4       |
| Boca Juniors           | 2018–19           | 11                  | 3                   | 1                   | 3                | 1                | 0                | 3                           | 2                           | 0                           | —                  | —                  | —                  | 17    | 6     | 1       |
| Boca Juniors           | Total             | 31                  | 7                   | 3                   | 7                | 2                | 1                | 7                           | 4                           | 1                           | 1                  | 0                  | 0                  | 46    | 13    | 5       |
| Pachuca                | 2018–19           | 19                  | 6                   | 10                  | 3                | 0                | 1                | —                           | —                           | —                           | —                  | —                  | —                  | 22    | 6     | 11      |
| Pachuca                | 2019–20           | 13                  | 2                   | 2                   | 3                | 2                | 1                | —                           | —                           | —                           | —                  | —                  | —                  | 16    | 4     | 3       |
| Pachuca                | Total             | 32                  | 8                   | 12                  | 6                | 2                | 2                | 0                           | 0                           | 0                           | 0                  | 0                  | 0                  | 38    | 10    | 14      |
| Tijuana                | 2019–20           | 4                   | 0                   | 0                   | 2                | 0                | 0                | —                           | —                           | —                           | —                  | —                  | —                  | 6     | 0     | 0       |
| Tijuana                | 2020–21           | 1                   | 0                   | 0                   | —                | —                | —                | —                           | —                           | —                           | —                  | —                  | —                  | 1     | 0     | 0       |
| Tijuana                | Total             | 5                   | 0                   | 0                   | 2                | 0                | 0                | 0                           | 0                           | 0                           | 0                  | 0                  | 0                  | 7     | 0     | 0       |
| Boca Juniors           | 2020–21           | —                   | —                   | —                   | 19               | 6                | 9                | 11                          | 2                           | 2                           | —                  | —                  | —                  | 30    | 8     | 11      |
| Boca Juniors           | 2021–22           | 2                   | 0                   | 0                   | 1                | 0                | 0                | —                           | —                           | —                           | —                  | —                  | —                  | 3     | 0     | 0       |
| Boca Juniors           | Total             | 2                   | 0                   | 0                   | 20               | 6                | 9                | 11                          | 2                           | 2                           | 0                  | 0                  | 0                  | 33    | 8     | 11      |
| Total na carreira      | Total na carreira | 300                 | 76                  | 53                  | 88               | 27               | 15               | 40                          | 14                          | 6                           | 1                  | 0                  | 0                  | 429   | 117   | 74      |

- a. ^ Jogos da Copa Colômbia, Copa Argentina e Copa de la Liga
- b. ^ Jogos da Copa Libertadores da América, Copa Sul-Americana e Liga dos Campeões da CONCACAF
- c. ^ Jogos da Supercopa Argentina

### Seleção Colombiana
Atualizado em 10 de julho de 2021.
Sub-17
| Ano   |       |      |         |       |
| Ano   | Jogos | Gols | Assist. | Média |
| ----- | ----- | ---- | ------- | ----- |
| 2009  | 7     | 7    | 0       | 1     |
| Total | 7     | 7    | 0       | 1     |

Sub-20
| Ano   |       |      |         |       |
| Ano   | Jogos | Gols | Assist. | Média |
| ----- | ----- | ---- | ------- | ----- |
| 2011  | 8     | 4    | 0       | 0,5   |
| Total | 8     | 4    | 0       | 0,5   |

Seleção Principal
| Ano   |       |      |         |       |
| Ano   | Jogos | Gols | Assist. | Média |
| ----- | ----- | ---- | ------- | ----- |
| 2014  | 2     | 0    | 1       | 0     |
| 2015  | 10    | 2    | 0       | 0,2   |
| 2016  | 12    | 2    | 3       | 0,16  |
| 2017  | 7     | 1    | 0       | 0,14  |
| 2018  | 2     | 0    | 0       | 0     |
| 2019  | 4     | 0    | 1       | 0     |
| 2020  | 2     | 0    | 0       | 0     |
| 2021  | 6     | 1    | 1       | 0,2   |
| Total | 45    | 6    | 6       | 0,13  |

## Títulos
Atlético Nacional
- Campeonato Colombiano: 2011 (Apertura), 2014 (Apertura) e 2024 (Finalización)
- Copa Colômbia: 2024

Santa Fe
- Campeonato Colombiano: 2012 (Apertura)

Monterrey
- Eusébio Cup: 2015
- Copa Guadalupe 300 años: 2015

Boca Juniors
- Campeonato Argentino: 2017–18
- Copa de la Liga: 2020

Colômbia Sub-20
- Torneio Internacional de Toulon: 2011

### Prêmios individuais
- 2º Melhor Jogador do Torneio Internacional de Toulon: 2011
- Equipe Ideal da Copa Sul-Americana: 2014
- Melhor Jogador Jovem da Copa Sul-Americana: 2014
- Jogador Revelação da Copa Sul-Americana: 2014
- Equipe Ideal das Américas (El País): 2014
- Melhor Meia do Campeonato Mexicano: 2015[6]
- Gol Mais Bonito do Campeonato Argentino: 2018[7]

### Artilharias
Colômbia Sub-17
- Artilheiro da Campeonato Sul-Americano Sub-17: 2009 – (7 gols)

Colômbia Sub-20
- Artilheiro da Copa Internacional Alcaldía de Medellín: 2010 – (5 gols)
- Artilheiro da Copa Aerosur Internacional Sub-20: 2010 – (3 gols)